# Ein kurzer Film über das Töten
Ein kurzer Film über das Töten (Originaltitel: Krótki film o zabijaniu) ist ein Film des polnischen Regisseurs Krzysztof Kieślowski aus dem Jahr 1988. Der Film ist in einer gekürzten Fernsehfassung der fünfte Teil des Zehnteilers Dekalog. Dort repräsentiert er das fünfte der Zehn Gebote der Bibel, „Du sollst nicht töten“. Das Drehbuch schrieb Kieślowski gemeinsam mit seinem langjährigen Co-Autor Krzysztof Piesiewicz. Alle zehn Filme wurden im Oktober 1994 auf dem französisch-deutschen Fernsehsender ARTE ausgestrahlt. Im deutschen Fernsehen wurde der Film bereits am 1. Juni 1990 zum ersten Mal gesendet. Kinostart in Deutschland war am 26. Januar 1989.

## Handlung
Der Film folgt zunächst drei Personen durch die Stadt: einem Taxifahrer, einem frischgebackenen Rechtsanwalt und einem jungen Mann, der sich ziellos treiben lässt. Sie bewegen sich in einer recht tristen Welt zwischen Plattenbau und Warschauer Altstadt. Der Taxifahrer zeichnet sich eher durch Unfreundlichkeit seinen Mitmenschen gegenüber aus, der junge Mann verhält sich nicht viel besser, so als er einen Stein von einer Brücke auf ein vorbeifahrendes Auto fallen lässt. Lediglich der Rechtsanwalt verbreitet etwas Zuversicht.
Ihre Wege kreuzen sich. In einem Café feiert der Rechtsanwalt seine bestandene Prüfung, der junge Mann verlässt dasselbe Café kurz darauf, mit einer festen Schnur in der Hand. Er steigt beim misanthropischen Taxifahrer vor der Tür ein und lässt sich in ein abgelegenes Gebiet fahren.
Dort bringt er den Taxifahrer mit Hilfe der Schnur und eines Steines unter Mühen um. Die grundlose Tötung dauert eine geraume Zeit, da sich das Opfer heftig wehrt, am Ende aber unterliegt es doch. Der junge Mann nimmt das Taxi und fährt zurück in die Stadt. Aber das Auto wird erkannt.
Die Filmhandlung setzt am Ende der Gerichtsverhandlung des jungen Mannes wieder ein: Er wurde für sein Verbrechen zum Tod durch den Strang verurteilt. Hier begegnet man wieder dem Rechtsanwalt. Er ist humanistisch eingestellt und bezweifelt den Sinn der Todesstrafe, doch gelingt es ihm nicht, seinen Mandanten vor dem Tod zu retten. Er redet lange mit dem jungen Mann, der sich ihm erst jetzt zunehmend anvertraut und dabei verzweifelt und ängstlich wirkt.
Die Vorbereitungen für die Tötung des Mannes werden begleitet, die Inspizierung des winzigen Henkersraumes, die Überprüfung der Mechanismen, des Strangs, der Falltür darunter. Dem verurteilten jungen Mann wird ebenso das Leben genommen, wie er es zuvor seinem Opfer nahm, und wieder geschieht das Töten mühevoll, würdelos und nur unter Gegenwehr des Verurteilten. Unterstrichen wird dies durch filmische Details wie dass der Arzt mit dem Ausfüllen des Totenschein beginnt, bevor der Delinquent überhaupt in die Hinrichtungskammer gebracht worden ist, also während er noch am Leben ist, so als wolle dieser die Routine schnell hinter sich bringen. Die letzte Segnung durch einen Priester geschieht schnell, ohne dass ein Wort gesagt wird. Als sich der Verurteilte auf der Suche nach Trost vor ihm verbeugt, berührt er nur flüchtig seinen Hinterkopf und zieht die Hand dann rasch fort, versucht also, den Kontakt mit dem Verurteilten auf ein Minimum zu reduzieren. Als dem Verurteilten eine Zigarette angeboten wird, äußert dieser, dass er lieber eine ohne Filter möchte. Daraufhin zündet sich der Henker eine Zigarette an, bläst dem Verurteilten (absichtlich oder nicht) den Rauch ins Gesicht und steckt sie ihm in den Mund. Nach ein paar Zügen wird ihm der Aschenbecher vorgehalten und er muss die Zigarette ausdrücken. Er macht einen Versuch, sich loszureißen. Er wird schnell gefesselt, die Augen werden ihm verbunden und der Vorhang zur Hinrichtungskammer wird zur Seite gerissen. Die Beamten stellen ihn auf die Falltür, der Henker legt ihm die Schlinge um den Hals, ruft laut Anweisungen zu seinem Helfer, das Seil nach oben zu kurbeln, bis die Länge stimmt, was er mit einem "dość" (genug) quittiert. Dann löst der den Mechanismus aus, nach wenigen Sekunden werden die Hände des Verurteilten schlaff, der Arzt stellt mit dem Stethoskop schweigend seinen Tod fest und die Prozedur ist vorbei. Es folgt eine Schlusseinstellung, die den Anwalt draußen in seiner Verzweiflung zeigt.

## Hintergrund
Ein kurzer Film über das Töten, ist die Kinoversion von Dekalog, Fünf, einem von zehn kurzen Filmen des Dekalog von Krzysztof Kieślowski, ein Zyklus, der sich mit den Zehn Geboten auseinandersetzt. Es handelt sich um eine Fernsehproduktion, die 1989 gleichzeitig im polnischen und deutschen Fernsehen ausgestrahlt wurde, in Deutschland auf dem Sender Freies Berlin. Zwei Filme der Reihe, der hier bezeichnete Dekalog, fünf sowie Ein kurzer Film über die Liebe (Dekalog, Sechs) kamen jeweils in einer Langfassung auch ins Kino (Polen: 57 min / USA: 59 min / Argentinien: 60 min). Bei jedem der Filme hat Kieślowski mit einem anderen Kameramann zusammengearbeitet, hier war es Sławomir Idziak.
Als der Film 1988 ausgestrahlt wurde, wurde die Todesstrafe in Polen noch praktiziert. Allerdings wurde im selben Jahr letztmals ein Verurteilter hingerichtet, 1997 wurde die Todesstrafe dann abgeschafft.

## Filmanalyse
Die Tötungsszenen stechen gegenüber dem Rest des Films heraus. Ihre naturalistische Darstellung kontrastiert mit der Künstlichkeit und Arrangiertheit des restlichen Films, die auch durch eingeblendete, abstrakte Reflexionen über die Natur des Rechts an sich betont wird. Besonders die Tötung des Taxifahrers ist quälend langgezogen und geeignet, Entsetzen beim Zuschauer auszulösen darüber, was Menschen einander anzutun fähig sind.
Die beiden Tötungen, die legale wie die illegale, sind einander ähnlich, bei beiden dokumentiert Kieślowski die Mühe, die es kostet, ein Leben zu nehmen, die Umstände drumherum, die Vorbereitung und Besänftigung des Opfers vor dem Akt. Auch die legale Strafe für den Mörder kann nur mit Gewalt vollstreckt werden, und der Mörder kämpft ebenso um sein Leben wie zuvor sein Opfer. Der Film wird daher von Kritikern auch als leidenschaftliches Plädoyer gegen die Todesstrafe angesehen. Kieślowski aber dementierte in einem Interview, dass diese Leseweise von ihm explizit angestrebt gewesen sei: „Nein, ich habe niemals gesagt, dass der Film ein Plädoyer wäre oder dass er gegen die Todesstrafe sein soll, nein, es ist ein Film gegen das Töten.“
Auffallend am Film ist die Tristesse der gezeigten Orte, die durch einen Grünfilter noch verstärkt wird. Der ursprüngliche Grund für den Einsatz dieses Filters sei kein künstlerisches Stilmittel gewesen, so beschrieb es der Kameramann Sławomir Idziak selbst in einem Interview, sondern Teil einer Bedingung. Kieślowski wollte Idziak als Kameramann. Dieser hatte zwar kein Interesse, konnte aber einem Regisseur wie Kieślowski nicht grundlos absagen. Da im damaligen Polen feste Lohnsätze herrschten und damit eine abschreckend exorbitante Honorarforderung nicht in Frage kam, musste Idziak andere Ansprüche stellen. In der Absicht, eine unannehmbare Forderung zu stellen, machte er den Einsatz eines Grünfilters zur Bedingung. Wider allen Erwartungen willigte Kieślowski ein, der Film wurde in Grün gedreht. Der Grund, warum Kieślowski dies akzeptierte, war, wie er in einem Interview verriet, folgender: Der Film ist in gekürzter Form auch ein Teil des zehnteiligen Filmzyklus Dekalog und Kieślowski wollte für jeden seiner zehn Dekalog-Teile einen anderen Kameramann haben, um die Monotonie einer Fernsehserie zu vermeiden, die sich ergeben hätte, wenn man für alle Teile nur einen Kameramann eingesetzt hätte. So fiel die Wahl für die Nr. Fünf des Dekalogs, d. h. für Ein kurzer Film über das Töten, auf Idziak als Kameramann. Kieślowski ließ den Kameraleuten hier volle Freiheit und griff bewusst nicht ein, sondern ließ sich durch deren Kreativität, wie hier den Einsatz des Grünfilters, gerne überraschen. Piesiewicz, der aufgrund seiner Rechtsanwaltserfahrung sich oft mit Mordfällen befassen musste, bemerkte dazu, dass der Grünfilter hervorragend zu dem Film passe, da er den oft gelblichen und grünstichigen Fotos der Kriminalpolizei ähnele und den Schmutz und Brutalität der kriminellen Wirklichkeit zusätzlich betone. Verglichen mit der Realität sei der Film noch recht mild in seiner Ausdrucksform, so Piesiewicz.

## Kritiken
Der Film sei keine leichte Kost, das konstatiert Barbara Schweizerhof in ihrer Kritik in Der Filmkanon. Er habe die Aura einer Pflichtübung; man wisse, dass man ihn gesehen haben sollte. Letzten Endes aber sagt sie, Kieślowski setze sich „mit dem Akt des Tötens selbst auseinander. Er tut das mit beeindruckender Konsequenz. Und es ist diese Ernsthaftigkeit, die nach außen hin zunächst abschreckt. Aber jedem, der den Abwehrreflex überwindet, sei an dieser Stelle versprochen: Es lohnt sich.“ Das Lexikon des Internationalen Films bestätigt die enorme Wirkung, die der Film entfalten kann: „In schonungsloser Direktheit konfrontiert der Film den Zuschauer mit erschreckenden Bildern, die einer weitergehenden Auseinandersetzung bedürfen, illustriert jedoch dadurch seinen unbedingten Appell für Menschenwürde und Leben.“

## Auszeichnungen
Der Film wurde 1988 mit dem erstmals verliehenen Europäischen Filmpreis ausgezeichnet und erhielt den Jurypreis der Filmfestspiele Cannes 1988. Ein kurzer Film über das Töten ist einer von 35 Filmen, die 2003 von der Bundeszentrale für politische Bildung in Zusammenarbeit mit zahlreichen Filmschaffenden in einen Filmkanon für die Arbeit an Schulen aufgenommen wurde.
Europäischer Filmpreis 1988
- Bester europäischer Film

Internationale Filmfestspiele von Cannes 1988
- Preis der Jury
- FIPRESCI-Preis
- nominiert:
  - Goldene Palme – Bester Film

Polnisches Filmfestival Gdynia 1988
- Goldener Löwe

Bodil 1990
- Bester europäischer Film

Syndicat Français de la Critique de Cinéma 1990
- Bester ausländischer Film

Robert Festival 1990
- Bester fremdsprachiger Film